# 員林客運水里站
員林客運水里站是員林客運設於南投縣水里鄉民權路111號的服務站，水里站位於火車站前，與相鄰的豐榮客運、總達客運、南投客運形成水里地區的轉運中心，水里是信義鄉對外的交通要點，因此本站也是信義鄉居民、遊客利用的車站

## 場站月台
水里站有一處服務室，提供旅客票務及時刻資訊。
月台指示牌分別如下：
- 三十甲　信義　新鄉村　羅娜　和社　東埔　神木　草坪頭

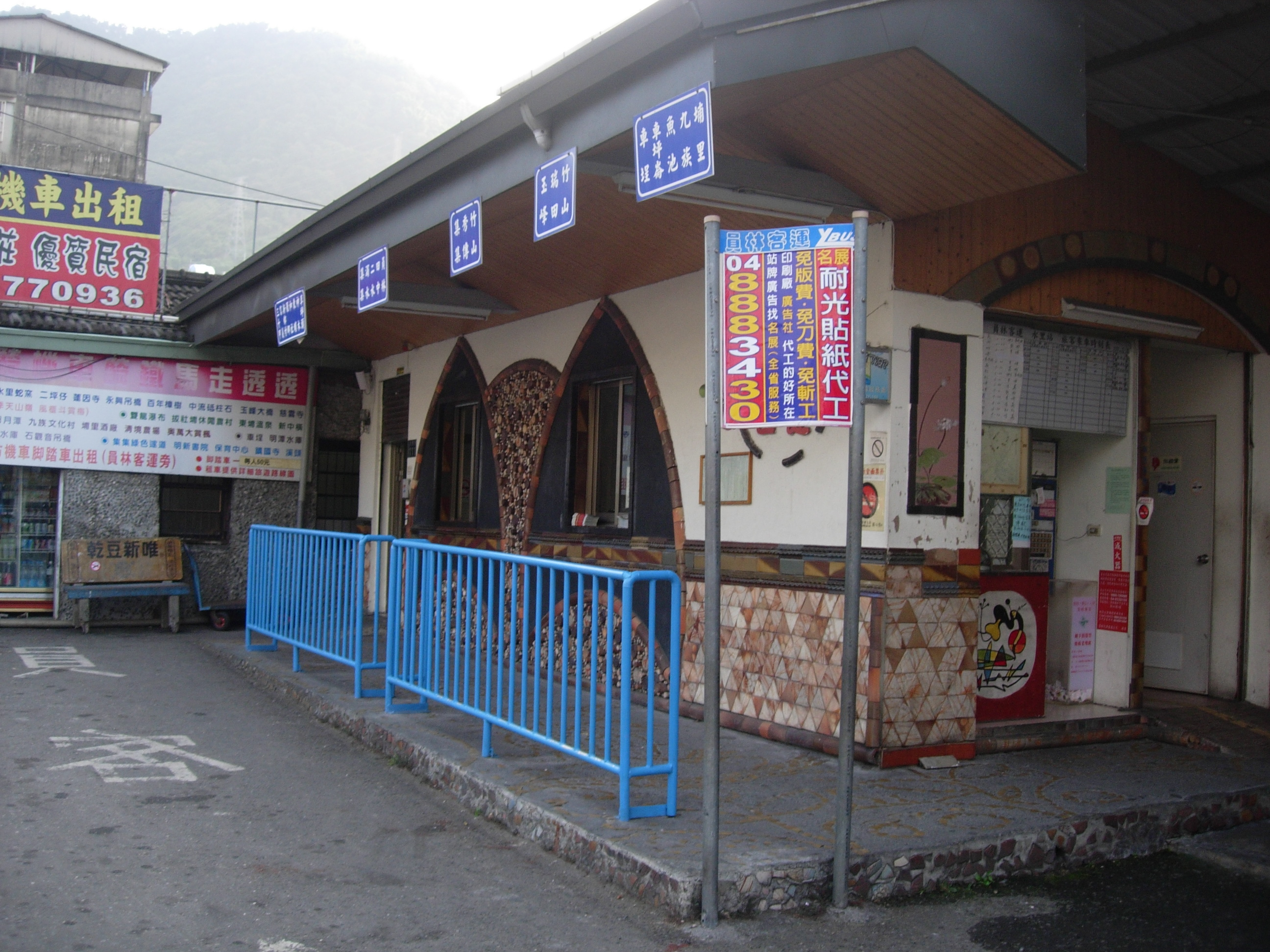
水里站月台

- 集集　濁水　二水　田中　員林
- 集集　秀傳　竹山
- 玉峰　瑞田　竹山
- 車埕　車坪崙　魚池　九族　埔里
  - 南投客運【6667】路線使用

## 行駛路線

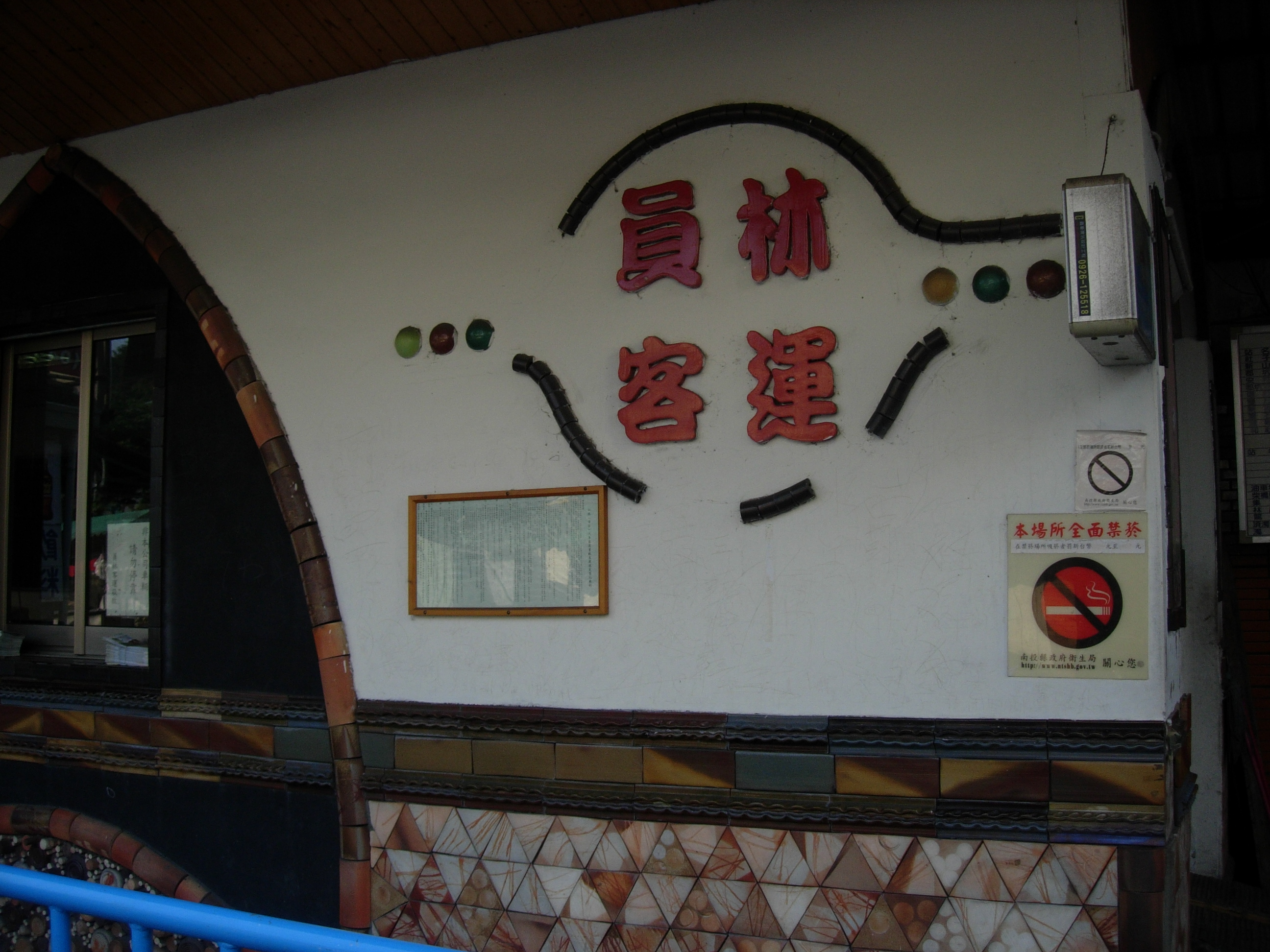
水里站服務台

- 【6702】 水里－員林
- 【6718】 水里－玉峰－竹山
- 【6726】 水里－竹山
- 【6727】 水里－新鄉
- 【6728】 水里－羅娜
- 【6729】 水里－魚池
- 【6730】 水里－信義－三十甲
- 【6731】 水里－和社
- 【6732】 水里－東埔
- 【6733】 水里－神木檢查哨(經草坪頭)
- 【6734】 東埔─水里─集集
- 【6801】 日月潭─水里─溪頭（與南投客運聯營）

## 時刻班次
- 【6702】
  - 往員林方向每日5班次
  - 往車埕方向每日5班次
- 【6718】
  - 往玉峰　瑞田　竹山方向每日4班次
- 【6726】
  - 往集集　社寮　秀傳　竹山方向每日8班次
- 【6727】
  - 往新鄉　信義方向每日3班次
- 【6728】 
  - 往羅娜　信義　久美方向每日3班次
- 【6729】 
  - 往魚池方向每日2班次
- 【6730】 
  - 往三十甲　信義方向每日6班次
- 【6731】 
  - 往和社　信義方向每日4班次
- 【6732】 
  - 往和社　信義　東埔方向每日6班次
- 【6733】 
  - 往神木　草坪頭方向每日3班次
- 【6734】 
  - 往東埔方向每日2班次
  - 往集集方向每日2班次
- 【6801】（與南投客運聯營） 
  - 往日月潭方向每日5班次
  - 往溪頭方向每日5班次

## 車站週邊

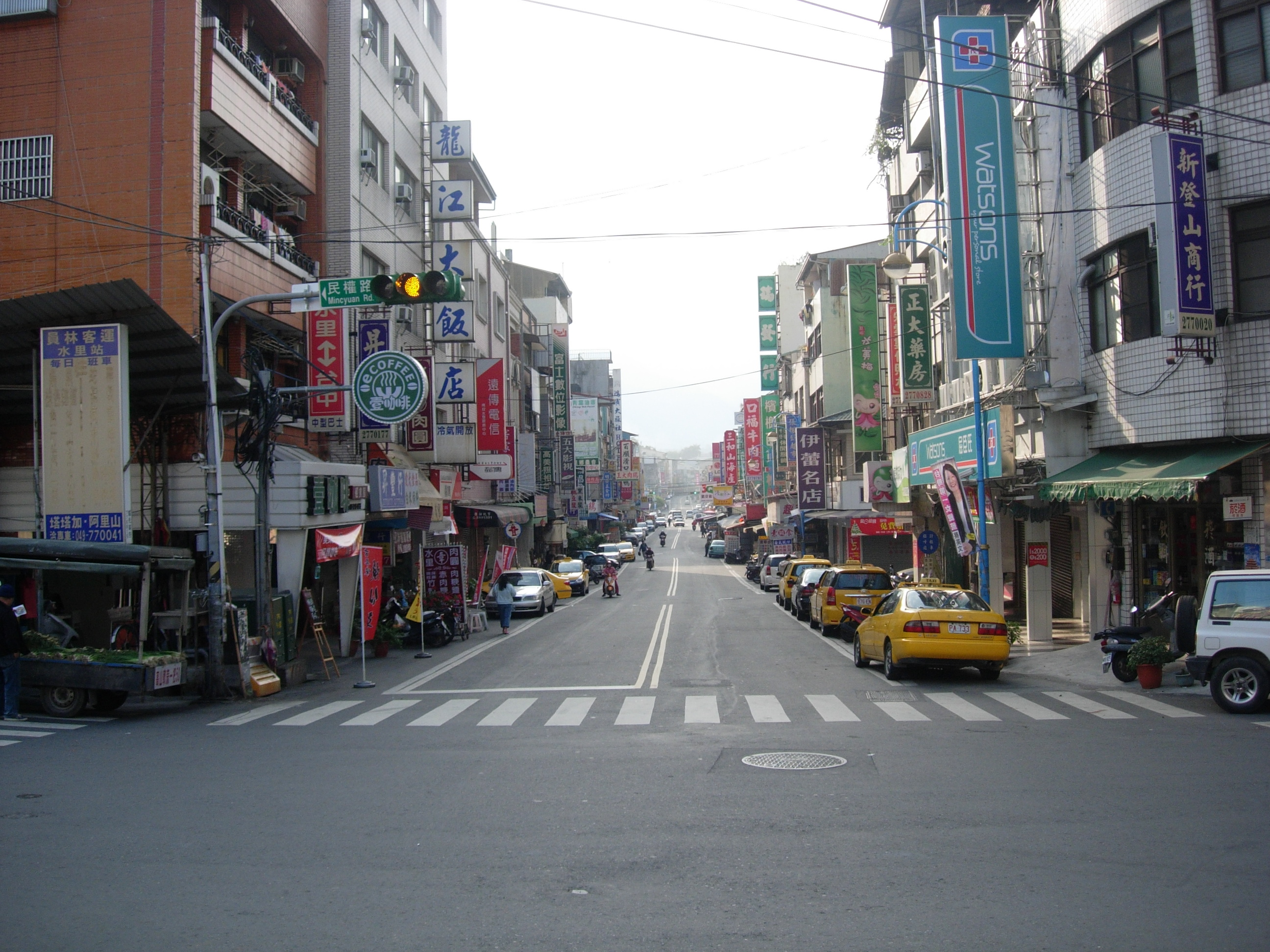
水里站緊鄰水里市區，左側為員林客運站

- 台鐵水里站
- 水市區
- 豐榮客運水里站
- 總達客運水里站
- 水里溪
- 水農會、地政事務所、戶政事務所、鄉公所、南投縣政府水里地區服務中心
- 水郵局

## 水里檢修廠
員林客運水里檢修場離水里站大約900公尺，位於水里國中對面，是員林客運水里地區車輛的檢修中心，兼具停放車輛的功能

## 圖片

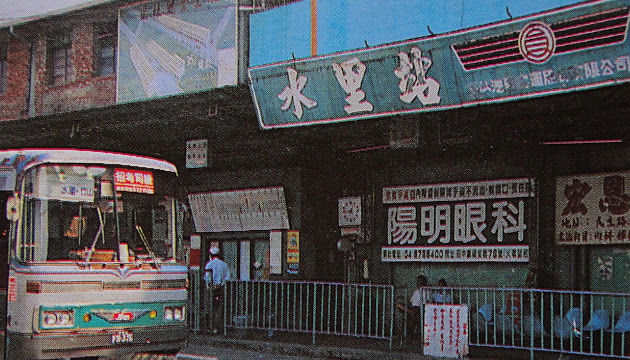
早期員林客運水里站
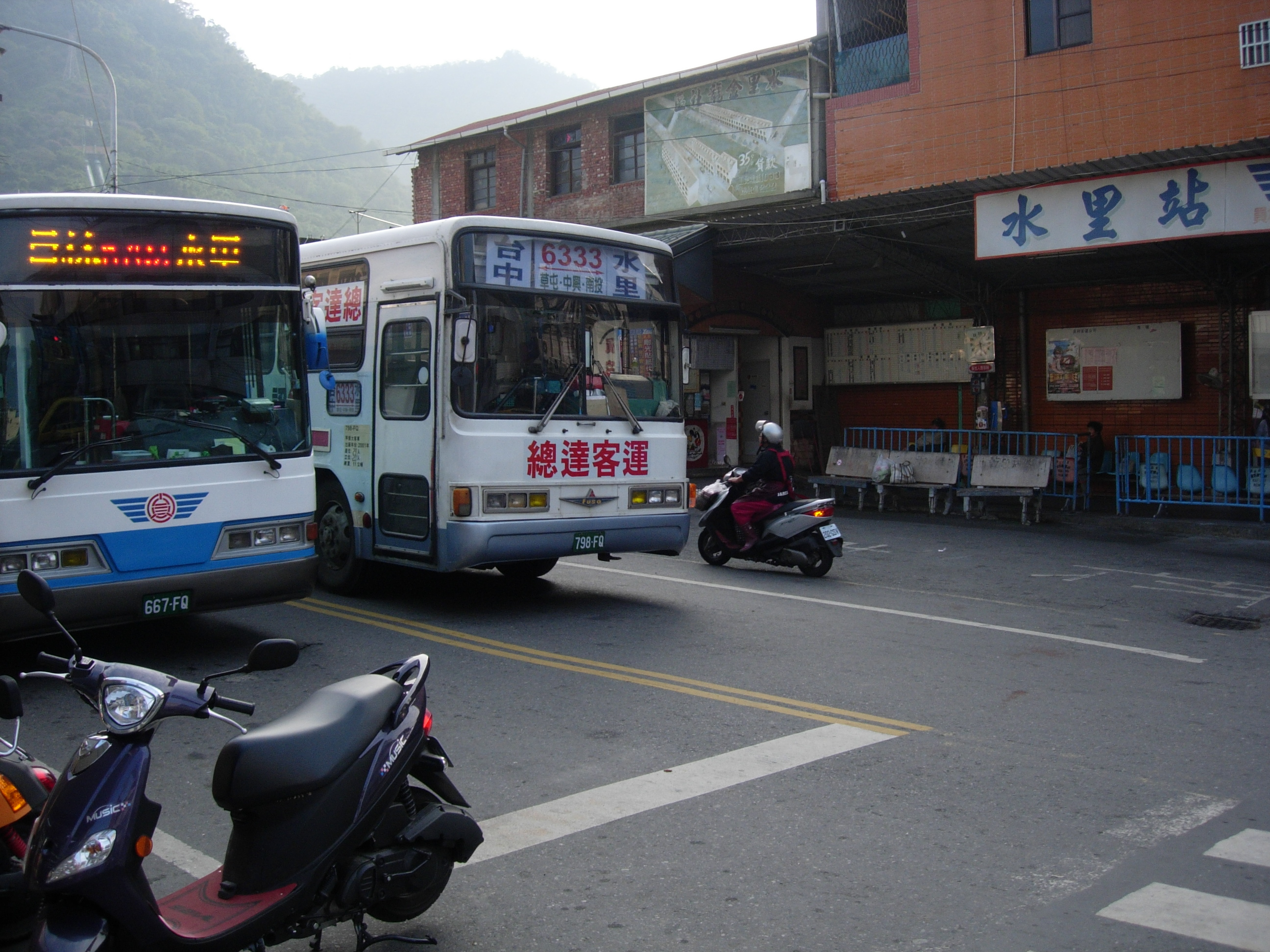
總達客運行經水里站前
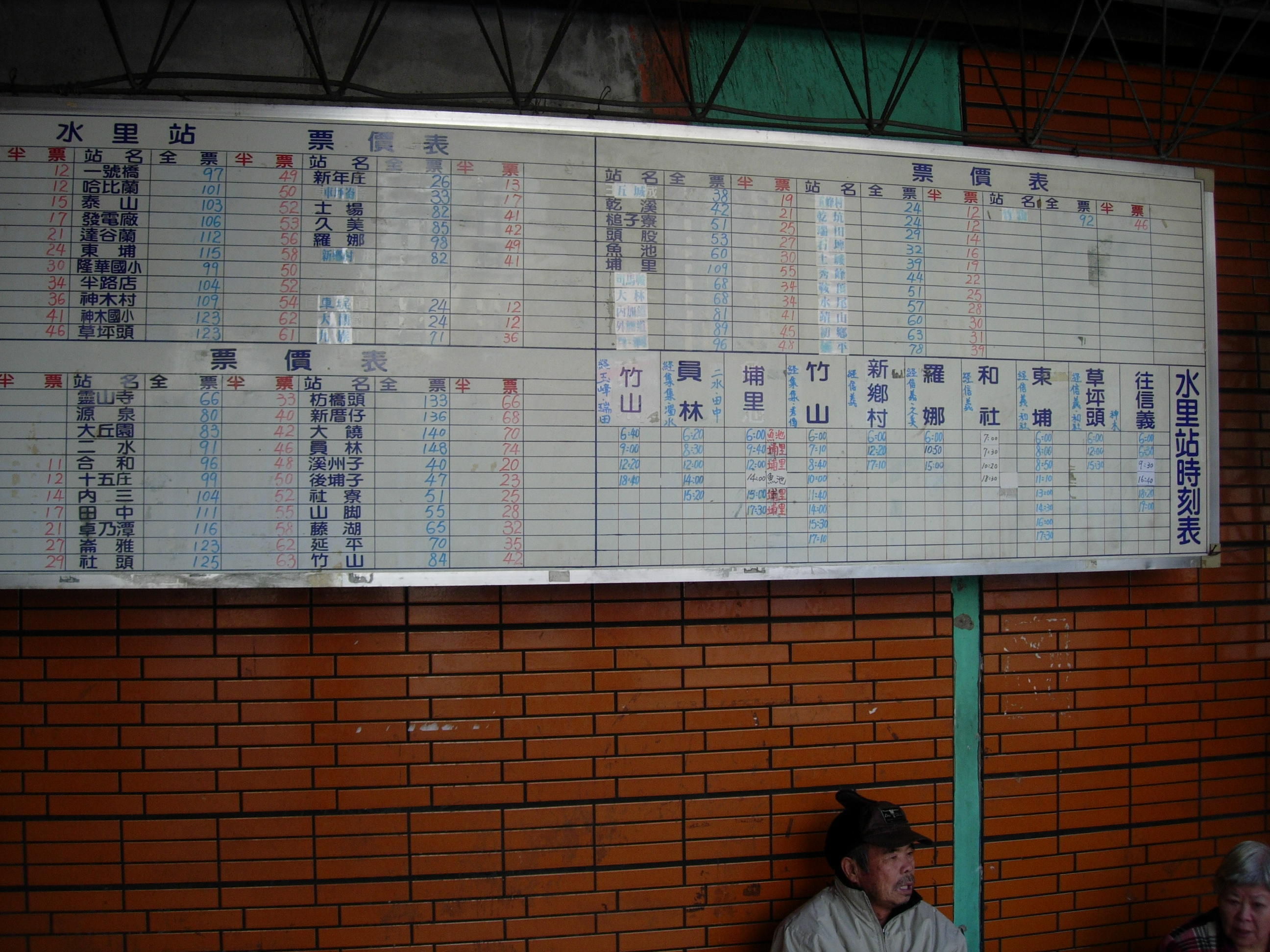
水里站時刻表
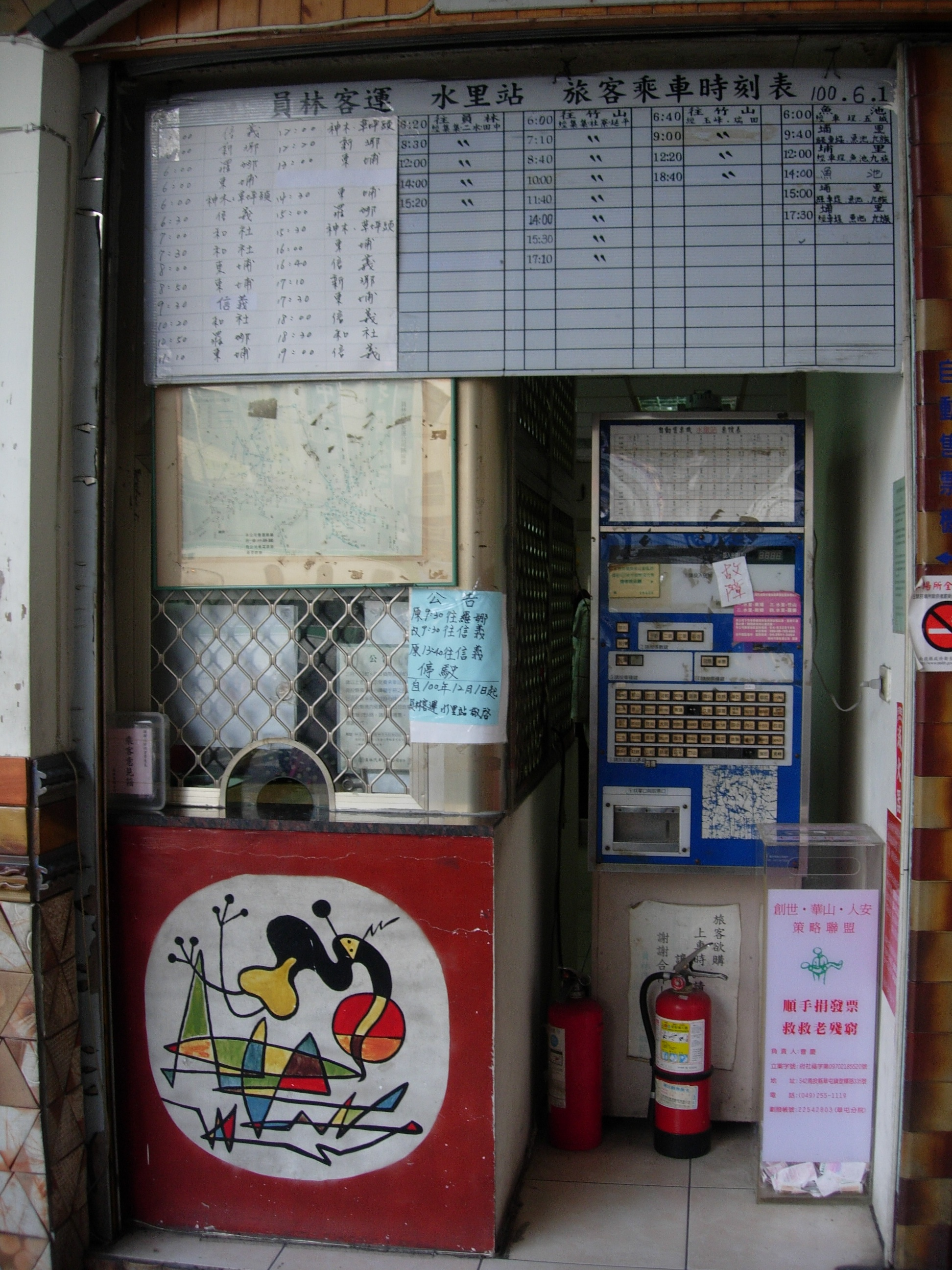
水里站服務臺
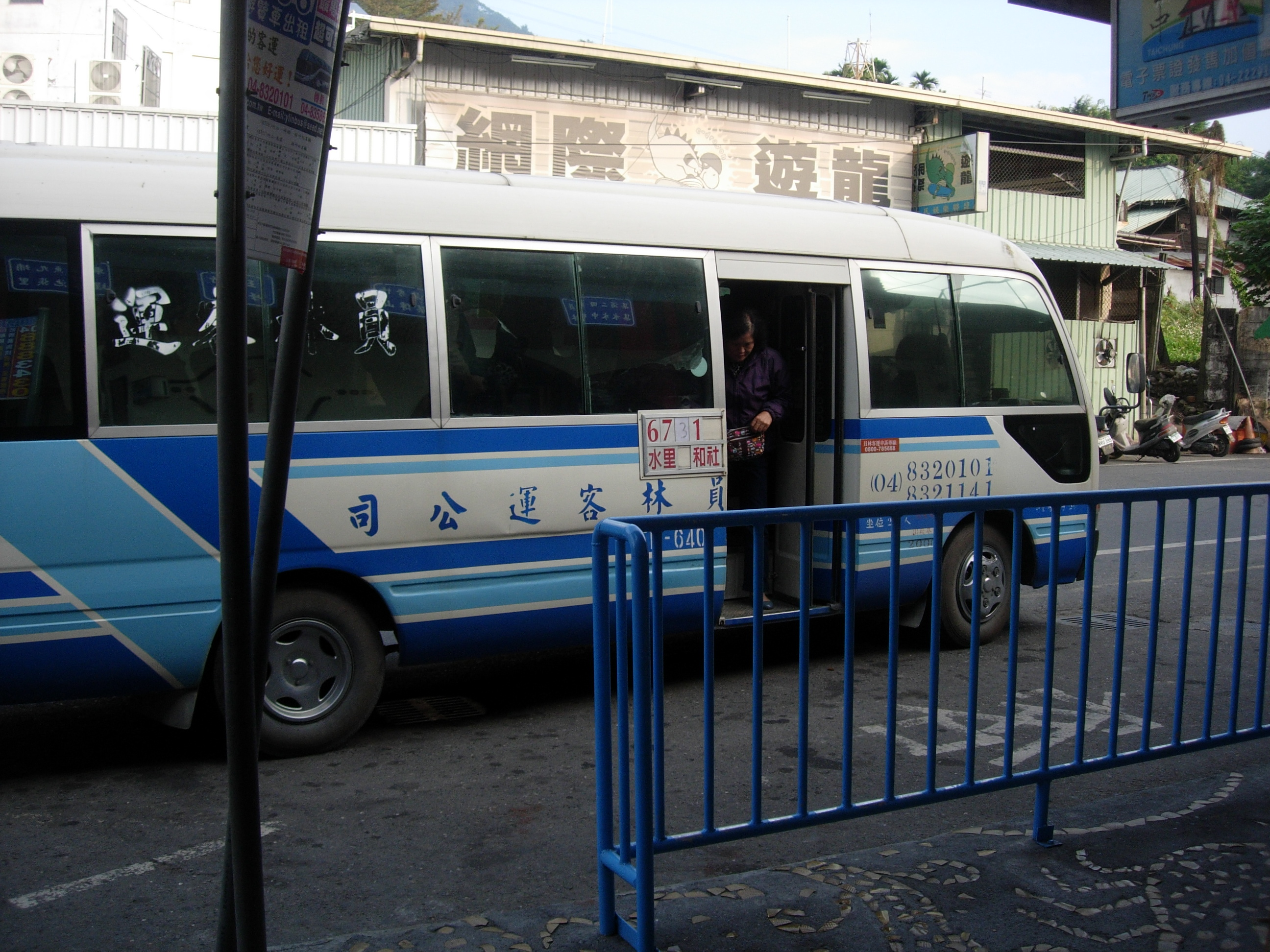
班車到達水里站
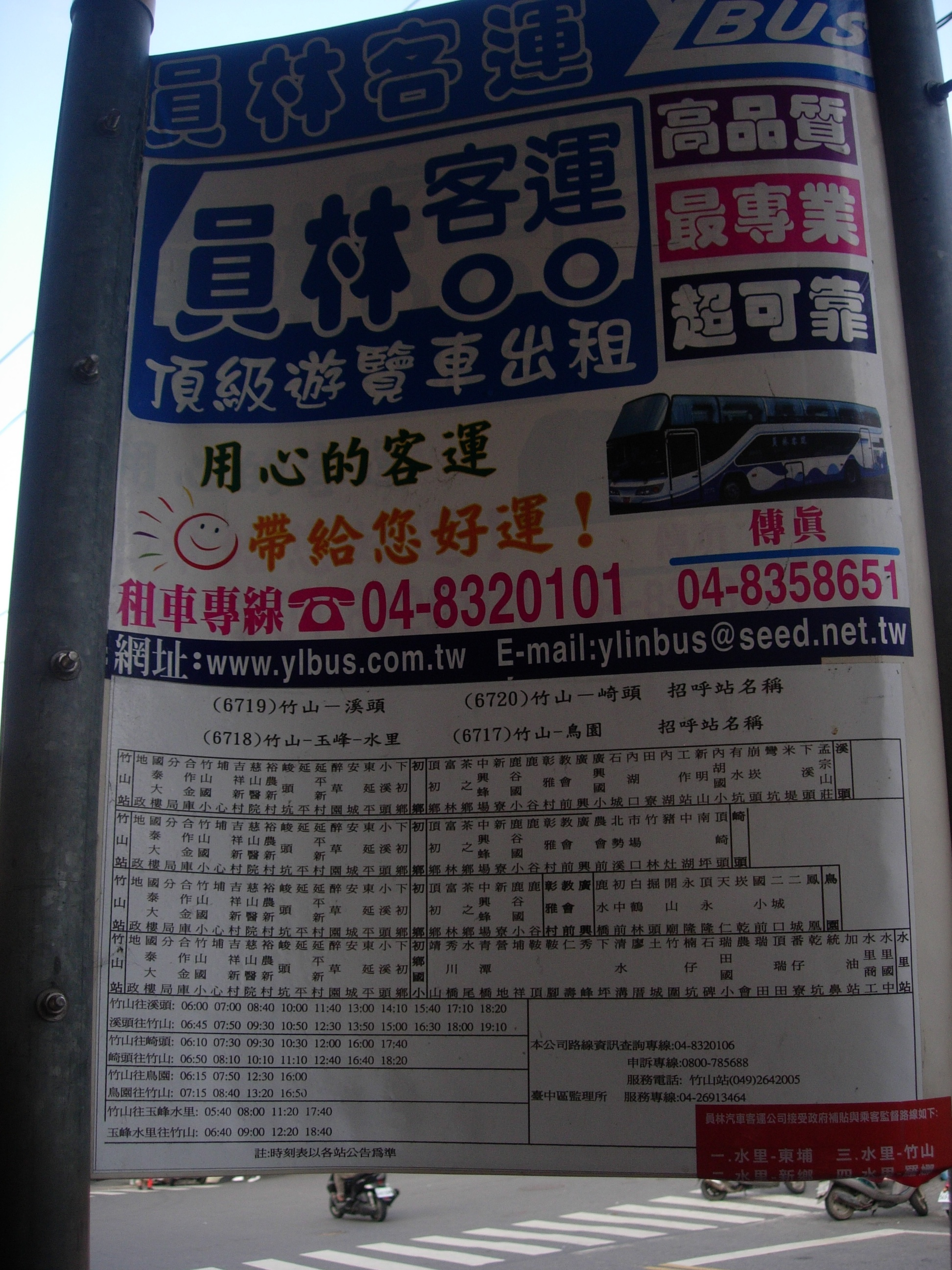
水里站站牌提供竹山地區路線資訊
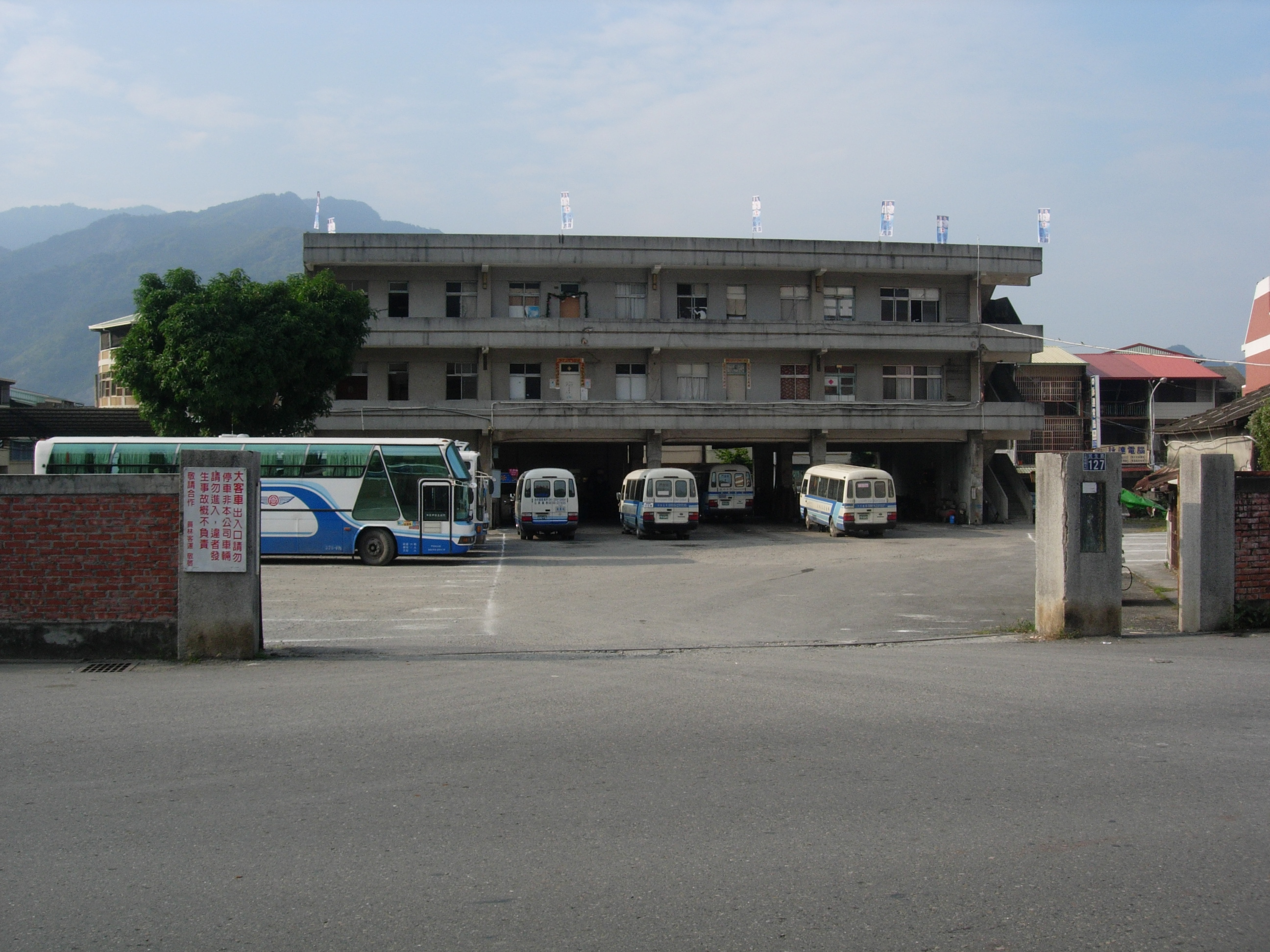
水里檢修場
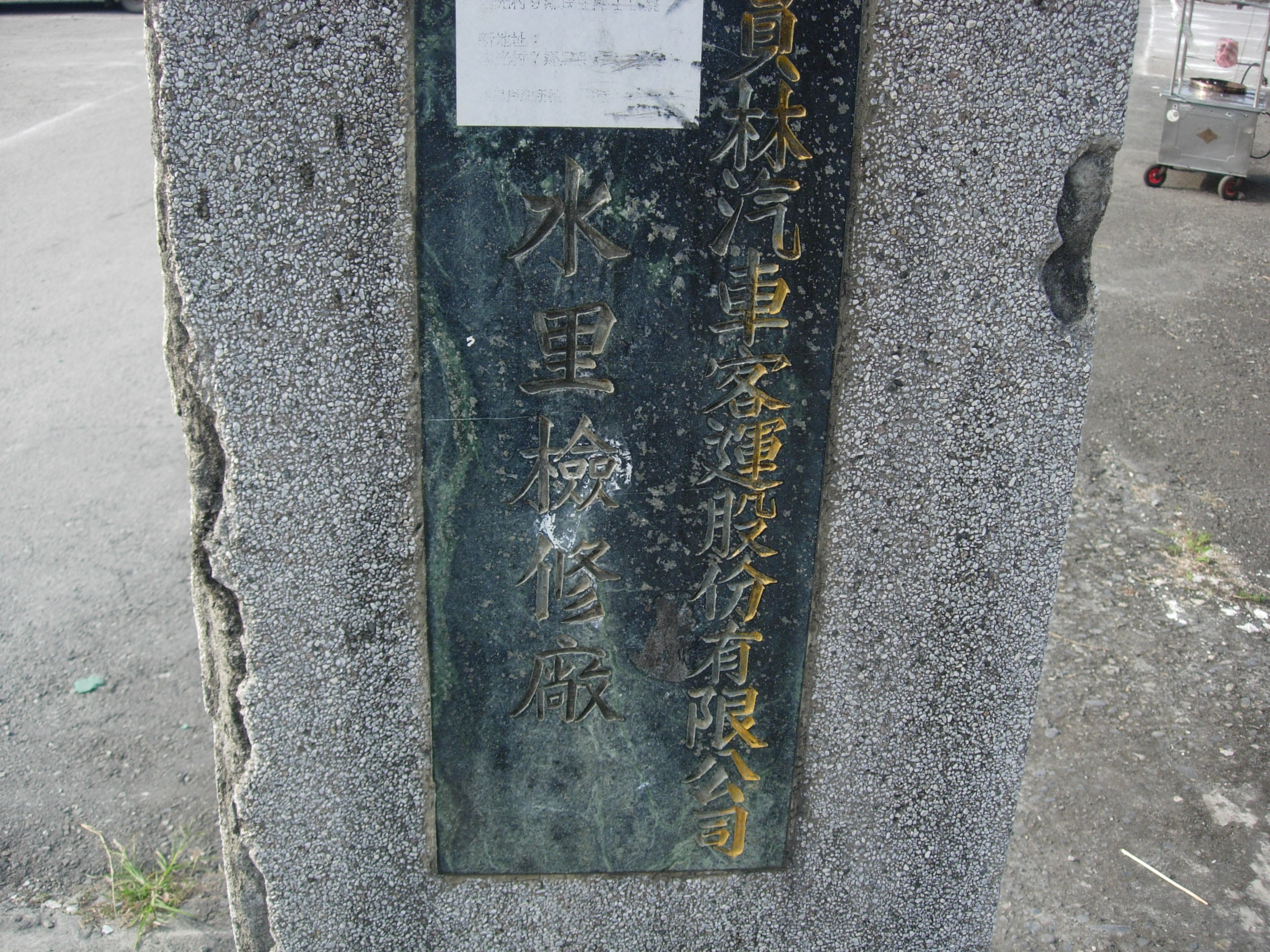
水里檢修場門牌

## 資料來源
1. ↑  .   [2011-12-26]. （原始内容存档于2011-12-10）.
2. ↑  .   [2011-12-26]. （原始内容存档于2011-12-10）.

## 外部連結
- 員林客運公司官網（页面存档备份，存于）